# Quercus furuhjelmi

## Descripció
Quercus furuhjelmi anomenat roure castanyer, era un tipus de roure que va viure en temps del Paleogen; per tant només es conserven restes fòssils, que s'han trobat a Kazakhstan i Alaska.
Segons algunes autoritats (Trelease, 1924) estaven relacionades amb els roures blancs, el subgènere Lepidobalanus (o Leucobalanus), mentre que d'altres els relacionen amb els Heterobalanus de l'Àsia Oriental.
Però els roures castanyers són un grup aparentment polifilètic. Els roures castanyers de l'est d'Àsia (per exemple Q. crispula Blume) s'han col·locat en el subgènere Heterobalanus, mentre que un castanyer de l'oest de l'Amèrica del Nord Q. sadleriana R.Br.ter alguns consideren que és membre del subgènere Leucobalanus i d'altres que es troba en el subgènere Heterobalanus.
La comparació de les fulles marrons del castanyer i els roures marrons no indica cap distinció fonamental entre el fullatge d'aquests grups, tot i que algunes espècies de Heterobalanus tenen algunes dents punxegudes, absents en Leucobalanus. Alguns exemplars de Q. furuhjelmi també tenia algunes dents serrades, cosa que suggereix que aquesta espècie estava relacionada amb Heterobalanus.